# 辛科河口 (佛罗里达州)
辛科河口（英語：Cinco Bayou），是美国佛罗里达州奧卡魯沙縣下属的一座城镇。建立于1950年。面积约为0.5平方公里（约合0.2平方英里）。根据2010年美国人口普查，该市有人口383人。论人口在本州排行第381。